# Abdul Rahman Al-Hanaqtah
Abdul Rahman Al-Hanaqtah (1963 – 15 de fevereiro de 2016) foi um político jordaniano. Ele serviu como membro da Câmara dos Representantes nos 15º (2007–2010) e 16º parlamentos (2010–2013).  Ele foi um membro de um assento muçulmana no primeiro distrito do Governorado de Tafilah.
Em 2012 ele se tornou relator sobre a investigação comissão parlamentar sobre a corrupção alledged no Plano de Transformação Socioeconómica.